# Escanciar

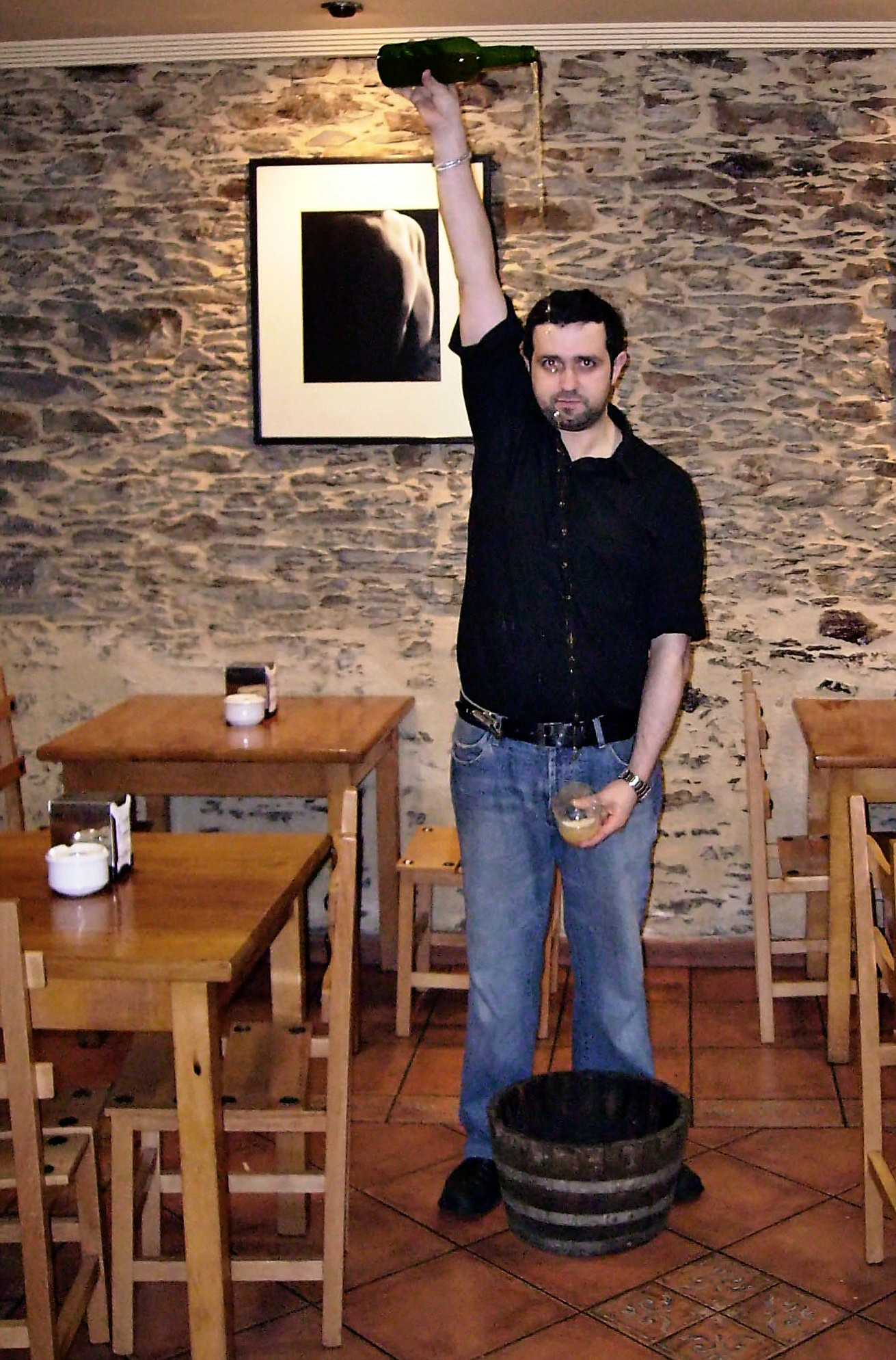
Mescita di un culín in una sidrería di Navia, Asturie.

Escanciar, pronunciato escansiàr, è l'atto di servire, versare o decantare una bevanda dalla bottiglia a una tazza o bicchiere. È una parola di origine visigota, sotto il cui regno esisteva un funzionario di palazzo incaricato di dirigere gli escanciadores reali, chiamato in latino: comes scansiorum. Attualmente, si riferisce al gesto di mescere il sidro naturale unicamente e non il sidro spumoso; si usava anche con il txakolí fino all'introduzione delle moderne tecniche di produzione comprendenti la filtrazione e la chiarificazione che ora permettono di farne a meno. L'azione di escanciar indica un modo molto particolare di servire la bevanda.

## Modo di operazione
Si tratta di fare sì che il getto di liquido impatti contro il bordo del bicchiere, che si mantiene in posizione quasi orizzontale. In questo modo si ottiene che l'ossigeno dell'aria si mescoli con i carbonati del sidro e in conseguenza di ciò la bevanda acquisti caratteristiche di una bevanda leggermente frizzante, e affinché i residui del sidro naturale e della bottiglia si disperdano per l'azione meccanica dell'impatto del liquido sulla parete del bicchiere - normalmente a fondo largo e piatto, con pareti perpendicolari lisce, di nome culín.

## Ragioni dell'escanciado
Questo peculiare metodo di mescita permette anche di volatilizzare una parte dell'acido acetico che il sidro contiene naturalmente, e migliorare le proprietà organolettiche e rinfrescanti della bevanda.

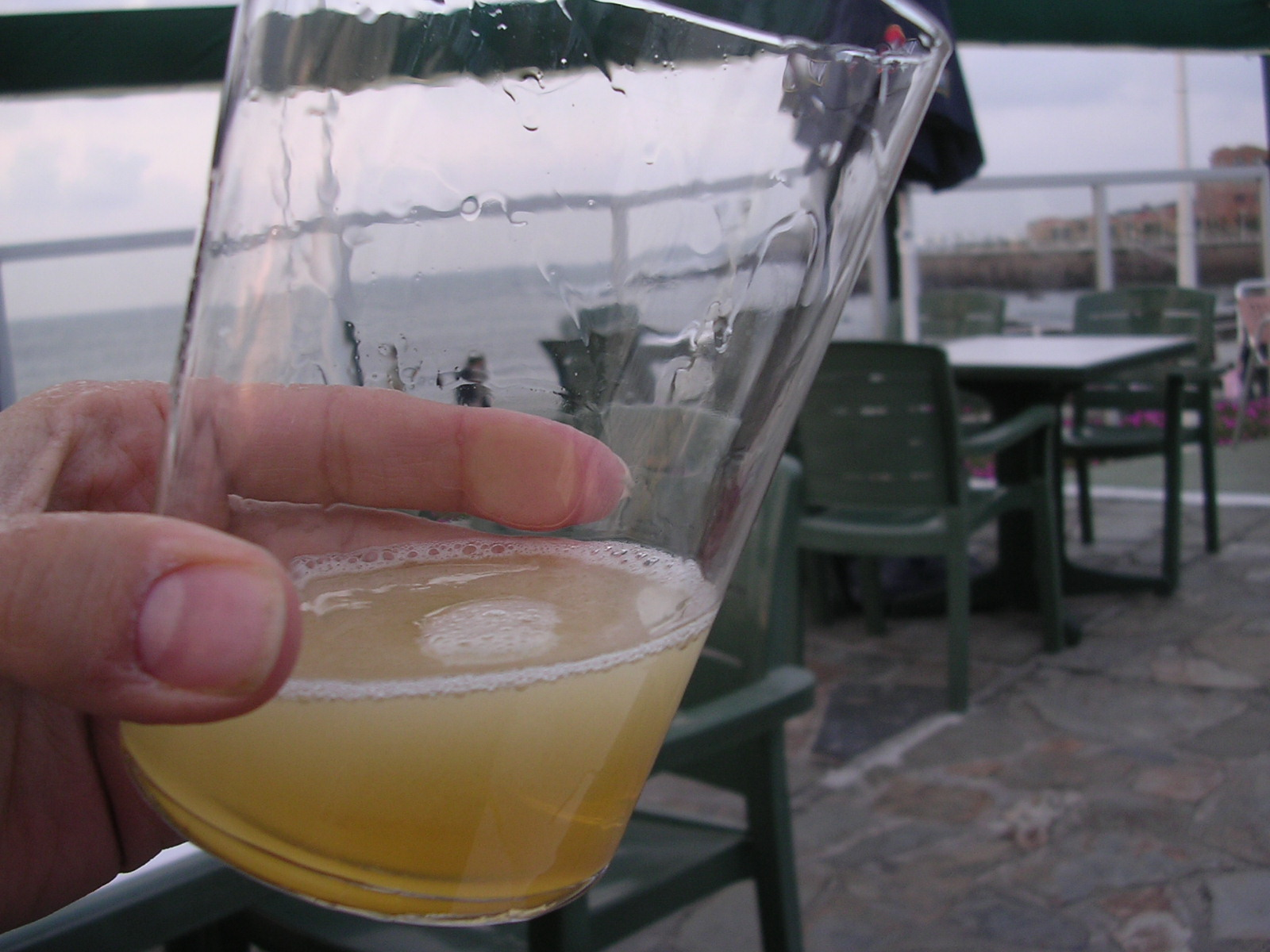
Culín di sidro appena escanciado.